# Troy Donahue

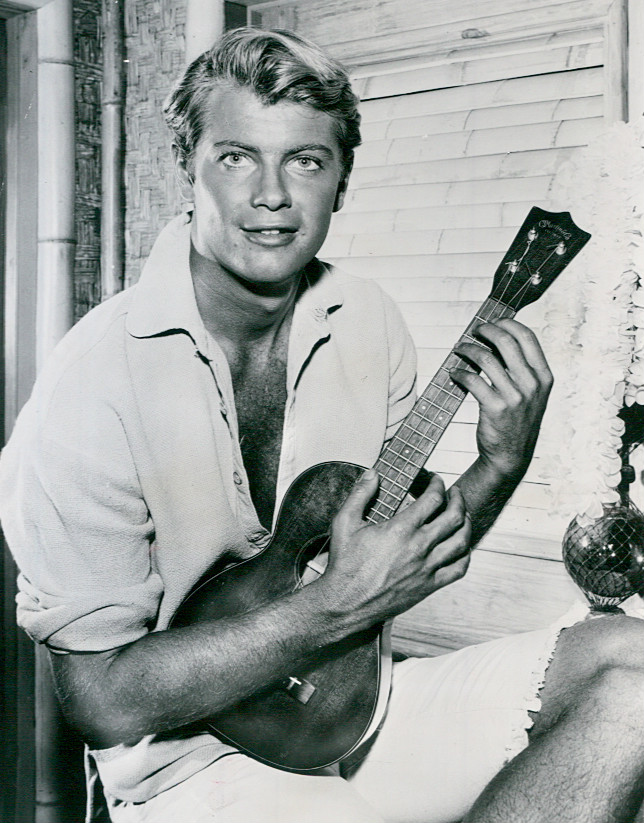
Troy Donahue 1959.

Troy Donahue, ursprungligen Merle Johnson, Jr., född 27 januari 1936 i New York i New York, död 2 september 2001 i Santa Monica i Kalifornien, var en amerikansk skådespelare och tonårsidol.
Han studerade journalistik vid Columbia University när han började medverka i olika teatersällskap. Snygg, blond och blåögd gjorde han filmdebut 1957 och blev omedelbart en stor tonårsidol. Han var även populär i TV-serier på 1960-talet såsom Surfside 6.
1964 var han en kort tid gift med skådespelerskan Suzanne Pleshette.
Donahue, som missbrukade alkohol och narkotika, drabbades av en hjärtattack och avled 2001.

## Filmografi i urval
- 1957 – Mannen med 1000 ansikten (ej krediterad)
- 1957 – En stad i skräck (ej krediterad)
- 1957 – Svarta änglar
- 1959 – Den stora lögnen
- 1959 – Sista sommarlovet
- 1959–1963 – Hawaiian Eye (TV-serie) (22 avsnitt)
- 1960–1962 – Surfside 6 (TV-serie) (47 avsnitt)
- 1974 – Cockfighter
- 1974 – Gudfadern del II
- 1987 – Deadly Prey
- 1990 – Cry-Baby

## Kuriosa
- Troy Donahue och skådespelaren Doug McClure är inspirationer till figuren Troy McClure i TV-serien Simpsons.